# أثيناغوارس
أثيناغوارس الأثيني هو من المدافعين عن المسيحية في القرن الثاني الميلادي.

## سبب الشهرة
اشتهر برسالته «مسعى من أجل المسيحيين» التي وجهها نحو سنة 177م إلى الامبراطورين مرقس أوراليوس وكومودوس.